# David Dei
David Dei (Bibbiena, 20 gennaio 1974) è un allenatore di calcio ed ex calciatore italiano, di ruolo portiere.

## Carriera

### Giocatore
Dopo aver fatto parte della rosa di Arezzo e Fiorentina pur senza mai scendere in campo, nel 1994 Dei passò al Benevento, in Serie C2, con cui disputò 63 partite prima di passare all'Ancona nel settembre 1996. Ad Ancona giocò poco e due anni più tardi venne acquistato dalla Pistoiese.
Dopo una prima stagione in panchina, senza mai giocare, diventa il portiere titolare per due stagioni per poi passare al Crotone, con cui, da titolare ottiene una retrocessione in C1 e la promozione in B due anni più tardi. Nella stagione 2006-2007 è passato alla Triestina. In quella stagione non ha disputato alcuna partita tra i pali degli alabardati, mentre nella successiva ne è divenuto titolare, disputando 29 partite in campionato e tutte le partite di Coppa Italia. Nelle successive due stagioni è tornato a fare il secondo portiere senza più scendere in campo, fino alla scadenza del contratto nel 2010.

### Allenatore
Smesso col calcio giocato, nella stagione 2010-2011 intraprende la carriera di allenatore dei portieri al Portogruaro in Serie B seguendo la chiamata di mister Agostinelli, nella stagione 2011-2012 fa parte dello staff di Massimo Rastelli come preparatore dei portieri del Portogruaro. La stagione successiva, 2012-2013, segue il tecnico campano all'Avellino dove vince il campionato di Lega Pro Prima Divisione e la Supercoppa.
Dopo aver sfiorato i playoff nel primo anno di B, li conquista nel secondo, centrando una semifinale in cui l'Avellino viene eliminato dal Bologna solo per il peggior piazzamento in campionato.
Il 12 giugno 2015 segue Rastelli al Cagliari,. con il quale, il 6 maggio del 2016 (con la vittoria esterna di Bari), ottiene la promozione in serie A, vincendo con 83 punti il campionato di serie B, prima volta nella storia del club Sardo.
Nell'ottobre del 2016, vince il prestigioso "Premio Apport", votato dai colleghi come "miglior preparatore dei portieri della serie B" per la stagione 2015/2016, e viene premiato poco prima del calcio di inizio di Cagliari-Udinese 2-1.
Il 28 maggio 2017, battendo per 2-1 il Milan nell'ultima giornata del campionato di serie A, il Cagliari raggiunge l'undicesimo posto.
Confermato per la stagione 2017/2018, mantiene l’incarico nonostante l’esonero di Rastelli e l’avvento di Diego Lopez, valorizzando al meglio il talento di Alessio Cragno, uno dei protagonisti della salvezza finale della squadra isolana.
Nel novembre del 2018 segue Rastelli alla Cremonese in Serie B.
Nella stagione 2020-21 , ancora al seguito di Rastelli alla Spal, sempre in serie B.
Il 30 agosto 2021, segue ancora Rastelli al Pordenone, in serie B.

## Calcioscommesse
Coinvolto nello scandalo calcioscommesse (filone di Napoli) per la partita Portogruaro-Crotone, il 10 dicembre 2012 il PM Stefano Palazzi chiede per lui 3 anni di squalifica mentre per il Portogruaro chiede 2 punti di penalizzazione e un'ammenda di 10.000 euro. Viene prosciolto dalla disciplinare dall'accusa di illecito sportivo e squalificato per un mese insieme ad Agostinelli per violazione dell'art.1 (principi di probità e correttezza). "Gli ex mister Agostinelli e Dei, invece, sono stati assolti dall'accusa di illecito. Per entrambi solamente un mese di squalifica dovuto alla espressioni profuse nei confronti dell'allenatore ospite Menichini".
"Emerge dunque con nettezza la non ravvisabilità in capo ai due allenatori Agostinelli e Dei di alcun illecito sportivo, con conseguente venir meno, al riguardo, di qualsiasi coinvolgimento, sia pure a titolo oggettivo, del Portogruaro per l'imputazione di tale fattispecie."